# Naissance en 1063
Naissance
- 1059
- 1060
- 1061
- 1062
- 1063
- 1064
- 1065
- 1066
- 1067

Cette page dresse une liste de personnalités nées au cours de l'année 1063 :
- Emma d'Altavilla (it), princesse sicilienne.
- Yuanwu Keqin, moine bouddhiste zen chinois.
- Raoul Tortaire, (en latin Rodulphus Tortarius, traduit également par Raoul Le Tourtier ou Raoul de la Tourte) est un moine et un poète français.
- Virarajendra Chola (en), roi de la dynastie Chola.